# Eidola
Eidola (vom altgriechischen Εἴδωλα) sind Bilderchen, welche sich nach der Lehre der Atomisten Demokrit und Epikur, von den Dingen einer objektiven Realität ablösen, danach die Sinnesorgane erreichen und dadurch die Wahrnehmung ermöglichen.
Nach Demokrit konstituieren sich alle Gegenstände durch die Vereinigung von Atomen. Diese Atome differieren untereinander durch Gestalt, Ordnung, Lage, Größe und Gewicht. Alle Dinge senden nun andauernd Gruppen aus Atomen (Eidola) aus, welche feine, unsichtbare Widerspiegelungen der Dinge sind und durch Kontakt mit den Sinnesorganen die Sinneserkenntnis ermöglichen.
Siehe auch: Demokrits Erkenntnislehre, Epikurs Erkenntnislehre